# 新知西町
新知西町（しんちにしまち）は、愛知県知多市にある地名。丁番を持たない単独町名である。

## 地理
知多市の北部に位置し、東に新知台、他は新知に接している。

## 歴史
- 2001年（平成13年）11月10日 - 土地区画整理事業の換地処分に伴い、新知の一部の字を分離し、新知西町を設置[1]。

## 世帯数と人口
2019年（令和元年）6月1日現在の世帯数と人口は以下の通りである。
| 町丁     | 世帯数 | 人口  |
| -------- | ------ | ----- |
| 新知西町 | 96世帯 | 262人 |

## 小・中学校の学区
市立小・中学校に通う場合、学区は以下の通りとなる。
| 番・番地等 | 小学校             | 中学校             |
| ---------- | ------------------ | ------------------ |
| 全域       | 知多市立新知小学校 | 知多市立中部中学校 |

## 施設
- スギ薬局 新知店

## その他

### 日本郵便
- 郵便番号 : 478-0066[3]（集配局：知多郵便局[6]）。